# 国林之
国林之（1915年—1998年4月22日），又名国锡庄，男，直隶（今河北）武邑人，中华人民共和国军事人物，中国人民解放军少将，曾任河北省军区副政治委员。

## 简介
早年就读于北京大学，1935年参加一二九学生运动。1937年参加八路军。1938年加入中国共产党。1949年中华人民共和国成立后，任中国人民解放军总参谋部通信兵政治部主任，河北省军区副政委。朝鲜战争时期，任志愿军65军194师政委。1955年被授予大校军衔，1964年晋升为少将军衔。获二级独立自由勋章、二级解放勋章、二级红星功勋荣誉章。